# Heteroonops macaque
Heteroonops macaque là một loài nhện trong họ Oonopidae.
Loài này thuộc chi Heteroonops. Heteroonops macaque được miêu tả năm 2009 bởi Norman I. Platnick & Dupérré.